# اگلیف
اگلیف (به فرانسوی: Aglif) یک منطقهٔ مسکونی در مراکش است که در مراکش تانسیفت الحوز واقع شده‌است.

## خصوصیات
اگلیف ۸٬۹۳۴ نفر جمعیت دارد.